# The Shieling by the Bay

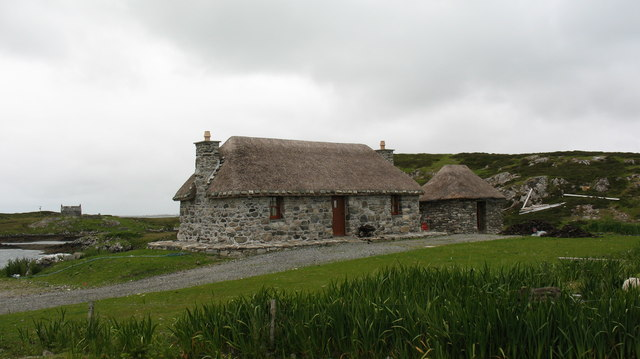
The Shieling by the Bay

The Shieling by the Bay ist ein Cottage auf der schottischen Hebrideninsel South Uist. 1985 wurde das Bauwerk in die schottischen Denkmallisten in der Kategorie B aufgenommen.

## Geschichte
Bis 1838 stand die Insel unter der Herrschaft des Clan Ranald. In diesem Jahr erwarb John Gordon of Cluny South Uist und vererbte die Insel innerhalb der Familie weiter. Zur Gewinnung von Weidefläche ließ dieser in den folgenden Jahrzehnten zahlreiche Inselbewohner vertreiben. Bei Cottages handelt es sich um typische Crofter-Behausungen, die auf den Hebriden und in den westlichen Highlands allgegenwärtig waren. Heute sind nur noch rund 200 historische Cottages erhalten, von denen 54 auf den Äußeren Hebriden zu finden sind. The Shieling by the Bay wurde im Jahre 1908 errichtet. Nach 2003 wurde das Gebäude restauriert und wird seitdem als Ferienhaus vermietet. Das kleine Nebengabäude wurde 2005 errichtet.

## Beschreibung
The Shieling by the Bay steht isoliert in der kleinen Streusiedlung Rhughasinish an einer Bucht des South Ford an der Nordküste South Uists. Es handelt sich um ein kleines, eingeschossiges Cottage im Baustil der Insel Skye. Zum Schutz vor der Witterung sind die Gebäudekanten gerundet ausgeführt. Seine südostexponierte Hauptfassade ist drei Achsen weit. Zwei Fenster umgeben die zentrale Eingangstür. In die rückwärtige Fassade ist ein einzelnes Fenster eingelassen. Das Mauerwerk von The Shieling by the Bay besteht aus Feldstein. Das abschließende Walmdach ist mit Strandhafer eingedeckt, der mit einem Drahtnetz und beschwerenden Steinen fixiert ist. Vor beiden Walmen erheben sich traufständige Kamine.